# Burtjärnen (Bjuråkers socken, Hälsingland)
Burtjärnen är en sjö i Hudiksvalls kommun i Hälsingland och ingår i Delångersåns huvudavrinningsområde.